# HALコンピュータシステム
HALコンピュータシステム（HAL Computer Systems）は、1990年カリフォルニア州キャンベルで設立されたコンピュータ製造会社である。設立者のアンドリュー・ヘラーはIBM POWERアーキテクチャーの主設計者である。彼のアイデアは、RISCアーキテクチャに基づいた商業市場向けのコンピュータを組み立てることであった。
会社の目的はSPARCアーキテクチャで実装された高性能マイクロプロセッサ開発することであり、1991年に富士通が資金を供給することとなり44%の株式と引き換えに4020万ドルが投資された。契約の一環として、
1. 富士通はHALの所有権を増加させないことに合意する。
2. 富士通はHALが設計したマイクロプロセッサを製造する。
3. 富士通はHALの特許を利用できる。
4. 富士通はHALの機器のいくらかを製造し、アジア市場で販売する。

とし、その見返りに、HALは富士通へ自社が開発した技術へのアクセス権を与えた。この時点でHALは140人の従業員を有していた。
1993年半ば、ヘラーは富士通の顧問になるため会長兼最高経営責任者としての地位から辞任した。HALによればヘラーは、富士通とその子会社のためにロードマップを開発してきた。辞任前に6ヶ月間ヘラーがあまりにもHALの日常業務に関与していためである。富士通は、HALの進捗状況とそれらの64ビットプロセッサを搭載したシステム導入する彼らの失敗に不満を持っていた。社長の位置は、最高執行責任者（COO）であったスコット・メトカーフにとってかわった。
1993年11月、 富士通はそれまで所有していなかった残り56%の株式に対して50万ドル以上支払い、HALは富士通の完全子会社となった。
HALは、独立した会社として操業していた期間は自社の製品計画に関し非常に秘密主義であった。初期のシステムは、1994年の公開に向けて意図されていた。
同社は64ビットSPARC V9仕様で設計されたマイクロプロセッサに基づくコンピュータを、複数世代にわたって生産した。SPARC64として知られているそれらのプロセッサの設計はmainframeスタイルの信頼性、可用性、有用性を機能と共にout-of-order executionが備えられた。SPARC64は、Sun Microsystems の UltraSPARC I より数か月先んじて、最初に生産された SPARC V9 マイクロプロセッサになった。
同社の売上高の大半は日本市場によるものであった。富士通は2001年半ばに子会社を閉鎖した。
HALは後に（かつてはSPARC64+として知られていた） SPARC64 II、SPARC64 IIIをマイクロプロセッサを設計した。彼らはまたSPARC64 Vマイクロプロセッサを設計中だったが、富士通によってHALが閉鎖されたときにプロジェクトはキャンセルされた。富士通は後に同じ名前を持つ別のマイクロプロセッサを開発した。

## HALソフトウエアシステム
HALソフトウエアシステムは、HALのソフトウェア部門であった。彼らの最初の製品は、分散コンピューティング環境（DCE）の管理ツールであった。1994年3月に導入された後の製品にはOliasリモート情報ブローカー、およびOliasフィルター開発キットOlias、ビルドツール、Oliasブラウザが含まれていた。これらの製品は、標準一般化マークアップ言語（SGML）とワールドワイドウェブの文書および関係データベースを閲覧および管理のためであった。1996年半ばに、富士通はHALソフトウエアシステムをチザムテクノロジー株式会社としてはスピンオフした。この会社は富士通によって融資を受けイントラネットの管理ツールを開発している。